# Igor Grabovețchi
Igor Grabovețchi (ur. 24 lipca 1967) – mołdawski zapaśnik walczący w stylu klasycznym. Olimpijczyk z Atlanty 1996, gdzie zajął szóste miejsce w wadze ciężkiej.
Zajął jedenaste miejsce na mistrzostwach świata w 1994. Srebrny medalista mistrzostw Europy w 1996, szósty w 2000 i 2003 roku. 

## Letnie Igrzyska Olimpijskie 1996
| Konkurencja | Eliminacje          | Eliminacje              | Eliminacje              | Eliminacje               | Repasaże      | Repasaże                 | Runda finałowa        | Klas. końcowa |
| Konkurencja | Przeciwnik I        | Przeciwnik II           | Przeciwnik III          | Przeciwnik IV            | Przeciwnik I  | Przeciwnik II            | o 5 miejsce           | Miejsce       |
| ----------- | ------------------- | ----------------------- | ----------------------- | ------------------------ | ------------- | ------------------------ | --------------------- | ------------- |
| -100 kg     | Urs Bürgler (SUI) Z | Andrzej Wroński (POL) P | Giuseppe Giunta (ITA) Z | Heorhij Sałdadze (UKR) Z | "wolny los" Z | Mikael Ljungberg (SWE) P | Héctor Milián (CUB) P | 6.            |